# Louis Maimbourg
Louis Maimbourg (ur. 10 stycznia 1610 w Nancy, zm. 13 sierpnia 1686 w Paryżu) – francuski jezuita i historyk.

## Wybrane publikacje
- La Méthode pacifique pour ramener sans dispute les protestans à la vraie foy sur le point de l’Eucharistie (1670)
- Traité de la vraie parole de Dieu, pour réunir toutes les sociétez chrétiennes dans la créance catholique (1671)
- Sermons pour le caresme, ou toutes les parties de chaque Évangile sont comprises et rapportées à un point principal (1672)
- Histoire de l’arianisme depuis sa naissance jusqu’à sa fin, avec l’origine et le progrès de l’hérésie des sociniens (1673)
- Traité de la vraie Église de Jésus-Christ, pour ramener les enfans égarez à leur mère (1674)
- Histoire de l’hérésie des iconoclastes et de la translation de l’Empire aux Français (1674)
- Histoire des croisades pour la délivrance de la Terre-Sainte (1675-76)
- Histoire du schisme des Grecs (1677)
- Histoire du grand schisme d’Occident (1678)
- Histoire de la décadence de l’Empire après Charlemagne et des différends des Empereurs avec les papes au sujet des investitures et de l’indépendance (1679)
- Histoire du Luthéranisme (1680)
- Histoire du Calvinisme (1682)
- Histoire de la Ligue (1683 première édition, deuxième édition la même année)
- Traité historique de l’établissement et des prérogatives de l’Église de Rome et de ses évesques (1685)
- Histoire du pontificat de S. Grégoire-le-Grand (1686)
- Histoire du pontificat de saint Léon-le-Grand (1687)

## Wybrane przekłady w języku polskim
- Historia schismy greckiey od pierwszych iey początkow aż do zguby państwa y miasta carogrodzkiego doprowadzona: z poważnych pisarzow [...] greckich wyjęta, dla wierney informacyi moskiewskiey monarchiy [...] / z francuskiego ięzyka na polski przełozona [...]., Zamość 1698.
- Historya o krucjatach. Na wyzwolenie Ziemie Swiętey, przez X. Ludwika Maimburga Societ. Iesu, Przedtym Francuskim ięzykiem OPISANA, a teraz na Polski przez W.X. Andrzeia Wincentego z Unichowa Ustrzyckiego, Proboszcza katedralnego Przemyskiego, przełożona Roku Pańskiego 1707, Kraków 1707, wyd. 2 Kraków 1708, wyd. 3 Kraków 1768-1769.